# Ciudad prohibida (serie)
Ciudad prohibida (Título original: Cidade proibida) es una serie de televisión brasileña producida por Rede Globo y emitida originalmente desde el 26 de septiembre al 19 de diciembre de 2017. Escrita por Ângela Chaves, Flávio Araújo y Marcio Alemão, Nilton Braga y Flávia Bessone, con la colaboración de Adriana Falcão, Bíbi Da Pieve, Emanuel Jacobina y Max Mallmann. Con escritura final de Mauro Wilson, dirigida por Daniela Braga y Maria Clara Abreu y bajo la dirección general y artística de Maurício Farias. Está basado en la serie de cómics "O Corno Que Sabia Demais", de Wander Antunes.

## Antecedentes de producción
En marzo de 2015, se anuncia que Mauro Wilson comienza a adaptar el cómic ""O Corno Que Sabia Demais", de Wander Antunes. Marcelo Serrado fue considerado como protagonista de la obra en 2015, mientras que su casting para Velho Chico, provocó que la emisora pospusiera la producción de la serie. Sin embargo, el conflicto entre la agenda de Serrado y la preproducción de la serie hizo que Vladimir Brichta ocupara su lugar.
Inicialmente programada para emitirse en junio de 2016, el estreno se pospuso para septiembre de 2017, con el fin de que Brichta y Regiane Alves completaran sus apariciones en Rock Story y A Lei do Amor, respectivamente, además de las elecciones municipales y los Juegos Olímpicos que se llevaron a cabo.
En diciembre de 2016, la emisora anunció en la Comic Con Brasil la nueva producción aún bajo el nombre de "Zózimo". En marzo de 2017, el título "Zozimo" se cambia a "Ciudad Prohibida". Se planeó una segunda temporada, pero fue abortada después del casting para otros proyectos.

## Sinopsis
Ambientada en Río de Janeiro en la década de 1950, Zózimo Barbosa es un ex policía que se convierte en detective especializado en casos de adulterio y vive acompañado de sus fieles escuderos: la prostituta Marli, el policía Paranhos y el tramposo Bonitão.

## Elenco

### Principales
| Actor/Actriz     | Personaje                |
| ---------------- | ------------------------ |
| Vladimir Brichta | Zózimo Barbosa           |
| Regiane Alves    | Marli                    |
| Maurício Rizzo   | Diogo Freitas            |
| José Loreto      | Adalberto Cruz (Bonitón) |
| Aílton Graça     | Delegado Paraños         |
| Adriana Lessa    | Gracinda                 |

### Participaciones especiales
| Actor/Actriz        | Personaje                          | Episodio |
| ------------------- | ---------------------------------- | -------- |
| Cláudia Abreu       | Lídia                              | Lidia    |
| Débora Nascimento   | Irene                              | Lidia    |
| Adriana Lessa       | Maria das Graças (Gracinha)        | Lidia    |
| Danilo Grangheia    | Gouveia                            | Lidia    |
| João Vitti          | Lourenço Talles                    | Lidia    |
| Ariela Massotti     | Gladys de Souza                    | Lidia    |
| Vini Messias        | Pablo                              | Lidia    |
| Ana Paula Novelino  | Neide                              | Lidia    |
| Thelmo Fernandes    | Fagundes                           | Laura    |
| Mariana Lima        | Laura Fernandes                    | Laura    |
| Isio Ghelman        | Pedro Fernandes                    | Laura    |
| Thiago Lacerda      | Arlindo Paes                       | Laura    |
| Jean Paul Rajzman   | Embajador Pierre Leport            | Laura    |
| Maeve Jinkings      | Madame                             | Paula    |
| Giovanna Antonelli  | Paula Bezerra                      | Paula    |
| José de Abreu       | Dr. Bezerra Assunção               | Paula    |
| Marat Descartes     | Vidigal                            | Paula    |
| Alice Assef         | Nicinha                            | Paula    |
| Thaís Tedesco       | Aurora                             | Paula    |
| Miguel Falabella    | Leon Mercier (Leovegildo da Cunha) | Leon     |
| Klebber Toledo      | Dino Pedreira Pontes               | Leon     |
| Orã Figueiredo      | Péricles                           | Leon     |
| Carolina Chalita    | Carmem                             | Leon     |
| Marco Marcondes     | Diputado federal                   | Leon     |
| Henrique Guedez     | Jack                               | Leon     |
| Mariana Ximenes     | Suzana                             | Suzana   |
| Caio Blat           | Nelson                             | Suzana   |
| Pedro Brício        | César                              | Suzana   |
| Carlem Miranda      | Docinho de Coco                    | Suzana   |
| Vitor Andrade       | Faraó                              | Suzana   |
| Hermila Guedes      | Celeste Passos                     | Celeste  |
| Otávio Müller       | Almir Passos da Silva              | Celeste  |
| Lorena Comparato    | Dora Passos                        | Celeste  |
| Rita Elmôr          | Rita                               | Celeste  |
| Shimon Nahmias      | Medeiros                           | Celeste  |
| Andréa Beltrão      | Vera / Vilma                       | Vera     |
| Felipe Abib         | Milton                             | Vera     |
| Roberto Lobo        | Ênio Medeiros                      | Vera     |
| Camile Braga        | Vera (joven)                       | Vera     |
| Caroline Braga      | Vilma (joven)                      | Vera     |
| Marina Wilson       | Novia                              | Vera     |
| Marcelo Pelúdio     | Novio                              | Vera     |
| Bete Coelho         | Glória Dias                        | Glória   |
| Alice Wegmann       | Bete Dias                          | Glória   |
| Marcelo Faria       | Ivan Cândido Pessoa                | Glória   |
| Kiko Mascarenhas    | Belafonte                          | Glória   |
| Carlos Bonow        | Joel                               | Glória   |
| Pâmela Côto         | Leandra Miranda                    | Glória   |
| Pedro Lima          | Pai Toninho de Oxóssi              | Glória   |
| Maria Flor          | Lupi Veiga                         | Lupi     |
| Daniel Rocha        | Marcos Rocha                       | Lupi     |
| Gabriel Braga Nunes | Augusto Mendes                     | Lupi     |
| Malu Galli          | Carla Parisi                       | Lupi     |
| Nicolai Nunes       | Juca                               | Lupi     |
| Alexia Garcia       | Sara                               | Lupi     |
| Fabiula Nascimento  | Violeta                            | Violeta  |
| Bruno Gagliasso     | Samarone                           | Violeta  |
| Bernardo Mendes     | Amilton                            | Violeta  |
| Michel Melamed      | Cordero                            | Marli    |
| Ana Abbott          | Alzira                             | Marli    |
| Micaela Góes        | Palmira                            | Marli    |
| Georgiana Góes      | Vânia                              | Marli    |
| Sávio Moll          | Oduvaldo Pestaña                   | Marli    |
| Marjorie Gerardi    | Noeli                              | Marli    |
| Letícia Colin       | Daisy                              | Daisy    |
| Leonardo Medeiros   | Otávio                             | Daisy    |
| Alethea Novaes      | Olinda                             | Daisy    |

## Emisión
| País                                                                                          | Título           | Cadena                   | Primera emisión          | Última emisión          | Horario semanal | Hora                                            |
| --------------------------------------------------------------------------------------------- | ---------------- | ------------------------ | ------------------------ | ----------------------- | --------------- | ----------------------------------------------- |
| Bandera de Brasil                                                                             | Cidade Proibida  | Rede Globo               | 26 de septiembre de 2017 | 19 de diciembre de 2017 | Martes          | 21:00                                           |
| Bandera de la Unión de Naciones Suramericanas · Bandera de Estados Unidos · Bandera de México | Ciudad prohibida | Atreseries Internacional | 10 de marzo de 2021      | 12 de mayo de 2021      | Miércoles       | 18:00 (PT) / 21:00 (ET) 20:00 21:00 22:00 23:00 |